# 何塞·路易斯·佩雷斯
何塞·路易斯·佩雷斯（西班牙語：José Luis Pérez，1943年6月18日—），墨西哥男子马术运动员。他曾代表墨西哥参加1976年和1980年夏季奥林匹克运动会马术比赛，其中1980年奥运会获得一枚铜牌。